# Турума

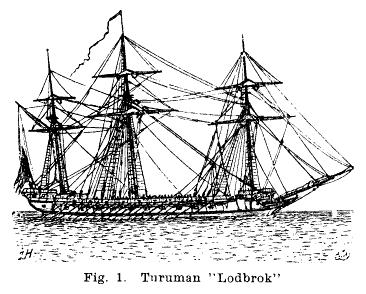
Турума «Лудбрук»

Турума (швед. turuma) — тип судна в шведському флоті XVIII століття, розроблений Фредеріком Генріком Чапманом, підклас шхерних фрегатів (skärgårdsfregatter).
Поява турума була викликана необхідністю створення для шведського шхерного флоту нових типів суден, які, як і галери, мали б малу осадку і могли б пересуватися як за допомогою вітру, так і весел, але при цьому мали б більшу вогневу міць. Вирішення цього завдання було покладено на головного майстра шведського флоту Ф. Х. Чапмана, який розробив чотири типи суден: удему, гемему, пойєму і туруму.
Турума отримала свою назву на честь Абоського лена, який по-фінськи називається Turunmaa. Перше судно цього типу було спущено на воду в липні 1761 в Штральзунді і називалося «Нурді» (Norden). Турума була двопалубним судном, її довжина дорівнювала 35-38 м. На нижньому деці в ній розміщувалося двадцять два — двадцять чотири 12-фунтових гармат, ще десять 3-фунтових гармат знаходилося на верхній палубі. Судно мало 16-19 пар весел, веслярі розташовувалися на верхній палубі. Екіпаж корабля налічував 170—250 чоловік..
Турума мала три щогли і вітрильне озброєння фрегата.
У 1766 року комісія Адміралтейства визнала туруму непридатною для плавання в шхерних районах через глибоку посадку. Крім того, цей тип суден мав малу маневреність, що вело до порушення строю ескадри.
Однак в 1769 році споруда турума в Швеції знову відновилася. У 1771 році в Юргордені було спущено на воду найбільше судно цього типу — «Лудбрук» (Lodbrok). У 1774 році в Карлскруні були побудовані ще чотири туруми.

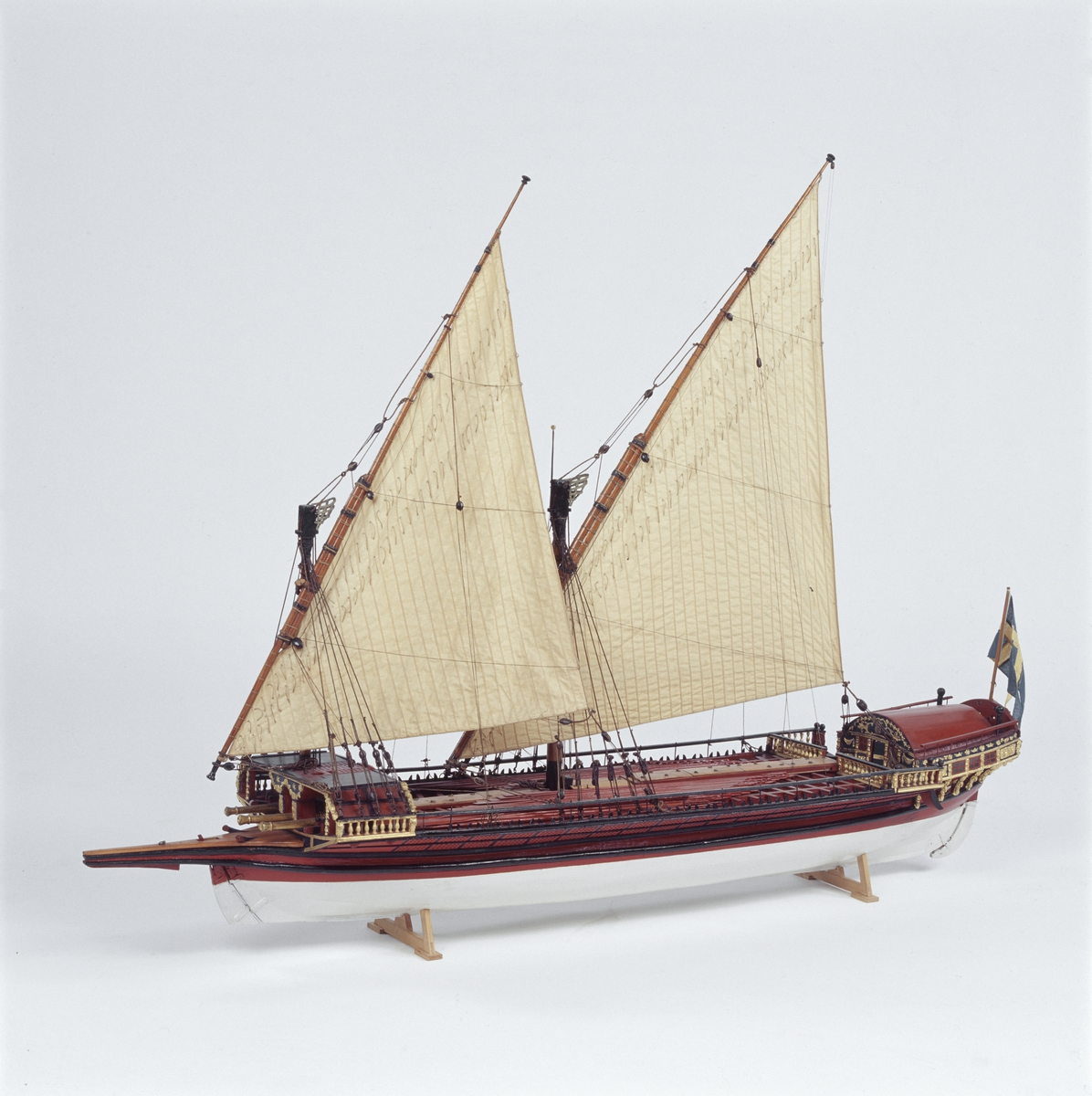
Сучасна модель шведської галери початку 18 століття з колекцій Морського музею в Стокгольмі. Невеликі галери були опорою перших шведських прибережних флотів.

Туруми отримали бойове хрещення в російсько-шведській війні 1788—1790 років, до початку якої армійський флот Швеції мав в своєму складі сім турум: «Нурді», «Селлан Верре» (Sällan Värre), «Лудбрук», «Бйорн Йєрнсіда» (Björn Järnsida), «Рагвальд» (Ragvald), «Сігурд» (Sigurd) і «Івар Бенльос» (Ivar Benlös). Однак під час бойових дій вони не виправдали сподівань, які на них покладали.
Удема мала менші розміри і по суті була парусно-гребним різновидом корвета, батарея у неї була прикрита легкою навісною палубою, а банки веслярів залишалися відкритими. Специфічним недоліком удемо і туруми, як і власне галер середземноморського типу, була відкрита палуба для веслярів, що в суворих кліматичних умовах Балтики створювало для них вкрай нездорові умови, причому веслярі і в шведському, і в російському флотах були не каторжниками, а солдатами, тож великої популярності ці типи кораблів на флоті не мали. Гемема була поліпшеним варіантом туруми, у якій цей недолік спробували виправити — банки веслярів прибрали під палубу, пропустивши весла через порти в бортах, а батарею перемістили на верхню палубу, що, однак, негативно позначилося на вогневій потужності корабля, який тепер міг безпечно нести лише порівняно легкі гармати. Поєма була по своїй суті важким канонерським човном і являла собою саморушну платформу для важкої артилерії.